# Sigmund-Freud-Vorlesung
Die Sigmund-Freud-Vorlesung findet seit 1970, beinahe alljährlich, am 6. Mai, Freuds Geburtstag, in Wien, dem Ursprungsort der Psychoanalyse, statt.

## Vortragende
Eingeladen werden international renommierte Psychoanalytiker sowie manchmal auch Experten anderer Bereiche der Geistes- und Naturwissenschaften. Eine Übersicht über Vortragende und Themen bietet das Vorlesungsarchiv des Sigmund-Freud-Museums.

## Veranstalter
Veranstaltet wird die alljährliche Freud-Vorlesung von der Sigmund Freud Privatstiftung, die auch das Sigmund Freud Museum in Wien IX. trägt. Als Mitveranstalter fungieren fallweise die Akademie der bildenden Künste, die Gesellschaft der Ärzte in Wien, die Universität Wien oder die Wiener Vorlesungen. In den vergangenen Jahren fand die Vorlesung im klassizistischen Billrothhaus der Wiener Ärzteschaft statt, unter Teilnahme von Wiener Persönlichkeiten aus Kulturwissenschaften, Medizin und Psychotherapie.

## Lektoren und Themen
- 1970: Rudolf Ekstein (Los Angeles) über Der Einfluß der Psychoanalyse auf Erziehung und Unterricht
- 1974: Richard Sterba (Detroit) über Unpublizierte Diskussionsbemerkungen Sigmund Freuds
- 1975: Joseph Sandler (London) über Träume, unbewußte Phantasien und Wahrnehmungsidentität
- 1976: Piet J. van der Leeuw über Die wissenschaftliche Bedeutung des Briefwechsels zwischen Freud und Jung
- 1977: Harald Leupold-Löwenthal (Wien) über Jahre der Isolation. Die frühe Freud-Rezeption und B´nai B´rith
- 1978: Anna Freud (London) über Die Bedeutung der Kinderanalyse
- 1979: André Haynal (Genf) über Das Menschenbild Freuds
- 1980: Anna Freud (London) über Die Einsicht in das Unbewusste
- 1981: Ernst H. Gombrich (London) über Sigmund Freud und die Theorie der Künste
- 1982: Wolfgang Loch (Tübingen) über Psychoanalytische Bemerkungen zur Krise der mittleren Lebensphase. Mittlere Lebensphase – Depressive Position – Tod
- 1983: Rafael Moses über Zur psychoanalytischen Betrachtung politischer Probleme: am Beispiel des Nahost-Konflikts
- 1984: Harald Leupold-Löwenthal (Wien) über Das Behagen in der Unkultur (1930:1984)
- 1985: Peter B. Neubauer (New York City) über Der wachsende Anwendungsbereich der Psychoanalyse
- 1986: Peter Blos über Sigmund Freud und der Vaterkomplex
- 1987: W. Ernest Freud über Die Freuds und die Burlinghams in der Berggasse: Persönliche Erinnerungen
- 1988: Nikolaas Treurniet über Werthaben und Wertschätzen
- 1989: Harald Leupold-Löwenthal (Wien) über 50 Jahre danach
- 1990: Otto F. Kernberg (New York) über Sexual Excitement and Rage: Building Blocks of Drives
- 1991: Riccardo Steiner über In Vienna Veritas?
- 1992: Claudio Magris (Triest) über Wer ist auf der anderen Seite? Zur Frage der „Grenze“
- 1993: Wolfgang Berner über Sexualität als Symptom und Zeichen
- 1994: James Herzog über Hören, Lernen und Begleiten: Nacherziehung in der analytischen Situation
- 1995: Harold Blum über Seduction Trauma and the Seduction of Trauma
- 1996: Giuseppe Sinopoli über Bewußtseinsbildung und Individuation in den symbolischen Verwandlungen der Figur der Kundry in Richard Wagners „Parsifal“
- 1997: Andrea Sabbadini und: Bernardo Bertolucci über Psychoanalysis: the 11th muse
- 1998: Daniel Widlöcher über Language and Psychic Reality. New Developments
- 1999: Vamik D. Volkan (Charlottesville) über When Enemies Talk. Psychoanalytic Insights from Arab-Israeli Dialogues
- 2000: Wolfgang Mertens (München) über Traumdeutung nach Freud. Das Ende einer psychodynamischen Theorie?
- 2000: Jacqueline Rose On Not Being Able to Sleep
- 2000: Gigliola Fornari Spoto über Interpretation of Dreams – 100 Years On
- 2002: Sherry Turkle (Cambridge, Mass.) über Psychoanalyse im digitalen Zeitalter
- 2003: Juliet Mitchell (Cambridge, UK) über A matter of life or death: siblinghood and the unconscious
- 2004: Leo Bersani (Berkeley) über Psychoanalysis and the Aesthetic Subject
- 2006: Leon Botstein (New York) über Freud und Wittgenstein – Sprache und menschliche Natur
- 2007: Mark Solms (London, New York, Kapstadt) über Freud's Dream Theory Today
- 2008: Jessica Benjamin (New York) über Injury and Acknowledgement
- 2009: Carlo Ginzburg (Turin) über Dante’s Blind Spot
- 2010: Moshe Zuckermann über Freuds Weltsicht und die Theorie vom „autoritären Charakter“
- 2011: Siri Hustvedt über Freud’s Playground: Some Thoughts on the Art and Science of Subjectivity and Intersubjectivity
- 2012: Peter Bieri über Selbsterkenntnis durch Erzählungen
- 2013: Joseph Kosuth über Freud, Beckett and the Uncanny – some Thoughts on Art as Installation
- 2014: Judith Butler über Politik des Todestriebes. Der Fall der Todesstrafe
- 2015: Slavoj Žižek über Theology, Negativity, and the Death-Drive
- 2016: Dieter Bürgin über Über psychoanalytisches Hören
- 2017: Christa Rohde-Dachser über Todesgewissheit, Todesverleugnung und das Bedürfnis zu glauben
- 2018: August Ruhs über Die himmlischen und höllischen Seiten der Liebe
- 2019: Wolfgang Mertens über Keine Angst vor der reichlich zerzausten Hexe – Plädoyer für eine Erneuerung metapsychologischen Denkens[1]

2020 und 2021 entfiel die Veranstaltung aufgrund der COVID-19-Pandemie.